# Eventually the River Rises Here Too, Same as it Always Has
Eventually the River Rises Here Too, Same as it Always Has (deutsch „Irgendwann entspringt auch hier der Fluss, so wie er es immer getan hat“) ist ein Musikalbum von Patrick Shiroishi, Thom Nguyen und Chaz Pryme. Die im November 2021 vom Hörfunksender KOPN FM, Missouri, veranstalteten Columbia Experimental Music Fest in Columbia, Missouri entstandenen Aufnahmen erschienen am 5. April 2024 auf Ramble Records.

## Hintergrund
Am 5. November 2021 sollte der Saxophonist und Live-Elektroniker Patrick Shiroichi auf dem sechsten  Columbia Experimental Music Fest mit dem Hip-Hop-Duo Armand Hammer in der Firestone Baars Chapel am Stephens College in Columbia, Missouri auftreten. Stattdessen kam es zur Bildung eines Ad-hoc-Trios von Shiroishi mit dem Schlagzeuger und Percussionisten Thom Nguyen (der zuvor mit Shoroishi im We Bow to No Masters-Quartett gespielt hatte) und dem Gitarristen Chaz Prymek (der zuvor ebenfalls mit Shiroishi zusammen im Fuubutsushi – 風物詩 – Quartett spielte). Letzterer fügte seinem Arsenal auch Elektronik hinzu. Es entstand dabei eine frei improvisierte Session, die vom Sender KOPN FM mitgeschnitten wurde.
Das Cover-Artwork stammt von Prymek und Nguyen.

## Titelliste
- Patrick Shiroichi, Thom Nguyen, Chaz Prymek: Eventually the River Rises Here Too, Same as it Always Has (Ramble Records RAM-155)[2]

1. Eventually the River Rises Here Too 26:14
2. Same As It Always Has 19:00

## Rezeption
Die beiden erweiterten Stücke sind nuancierte und reichhaltige Bordune, die die unmittelbare, eindringliche und tiefe Dynamik und die Phrasierungsdialoge dieses Trios betonen, schrieb Eyal Hareuveni in Salt Peanuts. Diese Musik fließe organisch und gewinne im Verlauf immer mehr an Kraft und Energie, aber das zweite Stück „Same As It Always Has“ sei introspektiver und gehe erst gegen Ende in einen kraftvollen Modus über. Das Trio würde auf wunderbare Weise die dichten, aufsteigenden Saxofonschreie von Shiroishi, die spitze, effektgeladene Gitarrenarbeit von Chaz Prymek und die textuellen perkussiven Akzente von Nguyen verweben.
Shiroishis, Prymeks und Nguyens Album würde zwei lange Tracks klanglich improvisierter Glückseligkeit enthalten, hieß es im Blog Experimental Melbourne. Diejenigen, die Patrick Shiroishi, Chaz Prymek und Thom Nguyen nicht kennen, dürften daraufhin ihre umfangreichen Kataloge erkunden wollen. Diese Feuersturm-artige Veröffentlichung fange das Trio in grüblerischer und gleichzeitig schillernder Form ein.